# Kofferdrain
Een kofferdrain is een waterdoorlatende constructie in een dijk.
In de lengterichting van de dijk zit in het midden een verticale sleuf, waar het doorsijpelende water in wordt opgevangen. Onderaan zit in de dwarsrichting op deze sleuf eenzelfde soort laag voor het afvoeren van het water. De sleuven zijn opgevuld met zand, dat niet wegspoelt. Door een kofferdrain wordt het verzwakken van de dijk door doorsijpelend water tegengegaan.